# 指吸明彦
指吸 明彦（ゆびすい あきひこ、1947年または1948年 - ）は、日本の地方公務員。堺市教育次長、同市長公室長、同市副市長を歴任。瑞宝小綬章受章者。

## 人物・経歴
堺市教育次長を経て、同市長公室長。2004年10月 「堺歴史文化交流会議2004」でインドネシア 国家開発庁事務局長らとパネルディスカッションを行う。2006年堺市助役 。2007年11月 副市長として堺市の姉妹都市であるニュージーランド・ウェリントンを訪問。2009年9月に行われた堺市長選挙で現職の木原敬介が新人の竹山修身に敗れた。同年10月 指吸は藤原安次、高橋保とともに副市長を辞職。副市長退任後は大阪狭山市文化会館の指定管理者である公益財団法人大阪狭山市文化振興事業団理事長。

## 栄典
2021年、令和3年秋の叙勲で瑞宝小綬章を受章